# Sant Pere de Vilamajor
Sant Pere de Vilamajor és un municipi de la comarca del Vallès Oriental amb una població de 4.378 habitants (2018). Forma part de la subcomarca del Baix Montseny. També conegut com a Vilamajor (Vilamagore / Vilamaiore). El cap del municipi és la Força de Vilamajor.

## Geografia
- Llista de topònims de Sant Pere de Vilamajor (Orografia: muntanyes, serres, collades, indrets..; hidrografia: rius, fonts...; edificis: cases, masies, esglésies, etc).

Sant Pere de Vilamajor és un municipi de la comarca del Vallès Oriental situat al seu extrem més septentrional, al vessant més meridional del Pla de la Calma. Amb una àrea de 35  km² és un dels municipis més extensos de la comarca però alhora amb una de les densitats de població més baixes. Limita al sud amb Sant Antoni de Vilamajor, a l'est amb Sant Esteve de Palautordera i Santa Maria de Palautordera i Fogars de Montclús, al nord amb Montseny i a l'oest amb Tagamanent, Cànoves i Samalús i Cardedeu.
| Tagamanent        | Montseny                 | Fogars de Montclús                                       |
| Cànoves i Samalús |                          | Sant Esteve de Palautordera, Santa Maria de Palautordera |
| Cardedeu          | Sant Antoni de Vilamajor | Llinars del Vallès                                       |

### Comunicacions
La principal via de comunicació és un ramal de la carretera BP-5107, que va de Llinars del Vallès a Sant Llorenç Savall, passa per Sant Antoni de Vilamajor i d'allà dona accés als diversos nuclis habitats que conformen el municipi.
Des del nucli urbà de Sant Antoni de Vilamajor, just davant de l'Ajuntament, neix la carretera local BP-5109 que porta en 1,5 km a Sant Pere de Vilamajor. És fi de carretera.
El municipi és travessat pel sender de petit recorregut de 18 km anomenat Sender del Pi Novell   PR-C 139  que uneix el municipi amb el Pla de la Calma connectant els senders de gran recorregut: GR 97 i GR 5.
No té cap estació ferroviària, tot i que les més properes són l'Estació de Llinars del Vallès i l'Estació de Palautordera.

### Terme municipal
- Turó del Samont
- Riera de Vilamajor

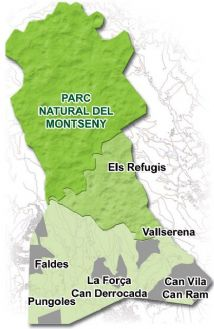
Terme municipal de Sant Pere de Vilamajor

El punt més alt del terme municipal és el turó del Samont a una altitud de 1272 metres sobre el nivell del mar, mentre que el punt més baix és on la riera de Vallserena entra al terme de Sant Antoni de Vilamajor a uns 255 metres. La part nord del terme és força muntanyosa, forma part del massís del Montseny i, a més del turó del Samont, hi destaquen els següents turons:
- el turó d'en Cuc amb 1225m,
- el turó del Pi Novell 1215m
- el turó de la Moixa (Roquet) amb 1168m
- el turó de la cova amb 1101m,
- el turó de Palestrins, 1060m
- el turó de Sant Elies amb 1003m.

Aquesta zona muntanyosa és poc poblada i ha predominat l'activitat econòmica de la ramadera i forestal, tot i que recentment ha despuntat el turisme.
La part sud del terme és més plana, ja situada al Vallès. Més poblada, hi viu cap al 90% de la població. L'activitat econòmica ha estat l'agricultura però ha cedit terreny als serveis i a la construcció.

#### Cursos fluvials
El terme de Sant Pere de Vilamajor té dues conques: 
- La del riu Tordera on hi van a parar les aigües dels torrents de la Font Fresca o de la Font Ferrussa.
- La del riu Mogent (riu Congost-riu Besòs) on hi van a parar les següents rieres: 
  - La riera de Vilamajor neix sota el turó de la Moixa (entre el turó del Samont i el turó de la Cova) i travessa el terme de nord a sud pel sot del Cortès fins a desembocar al riu Mogent, a Llinars del Vallès. La riera de Vilamajor baixa, envoltada per una banda pels turons de l'Uixola i Palestrins i, per l'altra, pels turons de Sant Elies i de Plansaparera. La riera de Vilamajor canvia de nom segons l'indret per on passa, a l'inici se la coneix com la riera de la Moixa, després com a riera del Cortès, més avall com a riera de Canyes i finalment com a riera de Llima (o Llimac).
  - La riera de Vallserena
  - La riera de Brugueres

## Història

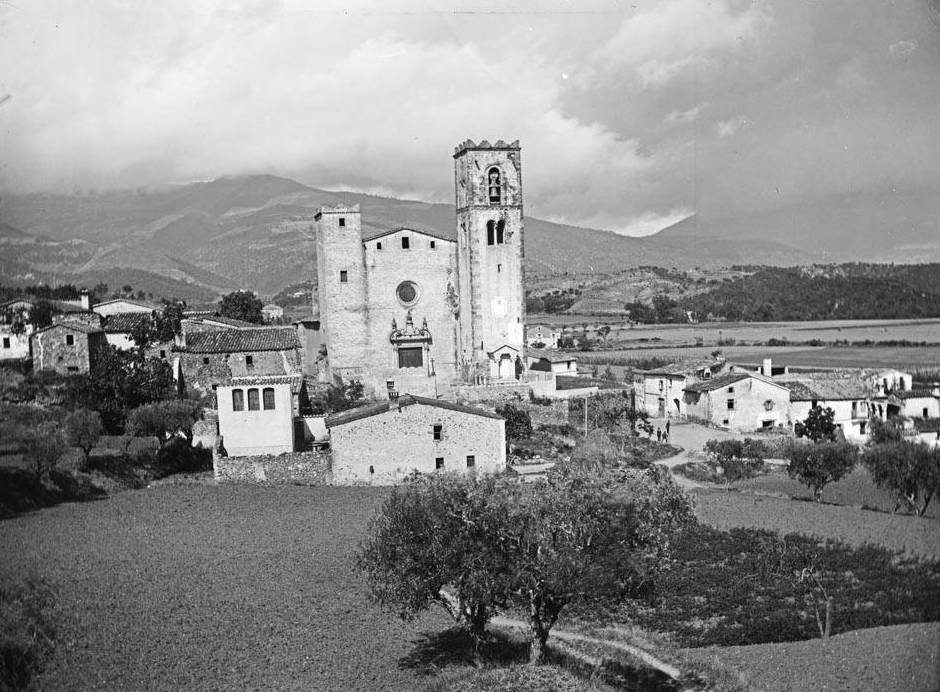
Sant Pere de Vilamajor al 1913

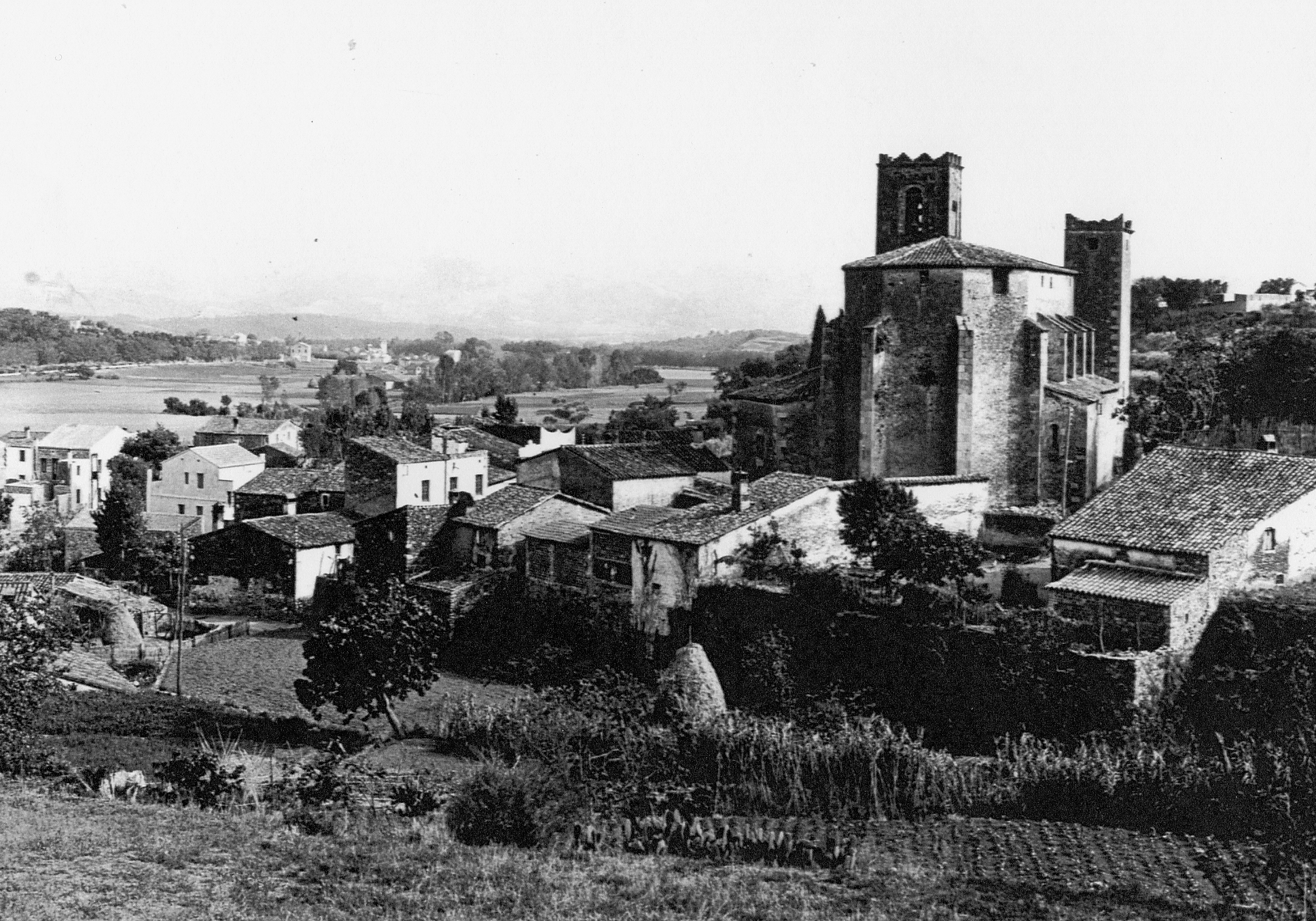
La Força de Vilamajor

### Patrimoni arquitectònic

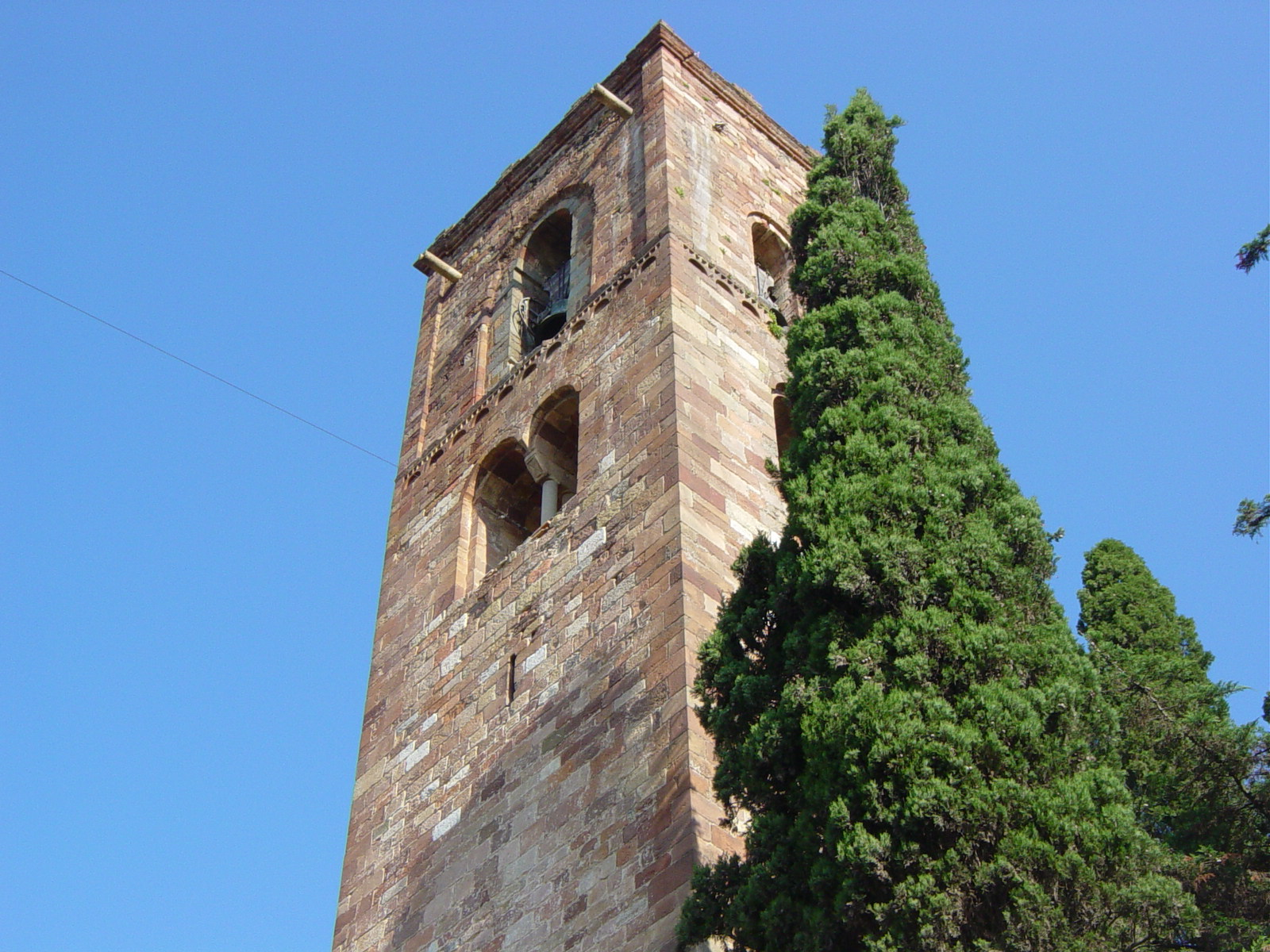
Torre Roja de Vilamajor

## Demografia

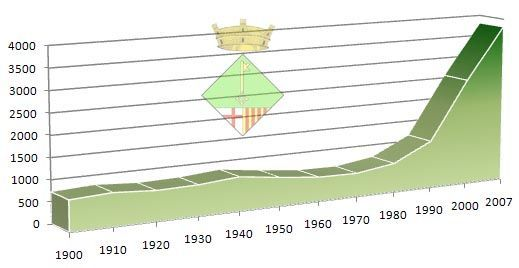
Gràfica de la població de Sant Pere de Vilamajor des del 1900 al 2007